# San Marcos, La Trinitaria
San Marcos är en ort i Mexiko.   Den ligger i kommunen La Trinitaria och delstaten Chiapas, i den sydöstra delen av landet, 900 km öster om huvudstaden Mexico City. San Marcos ligger 1 350 meter över havet och antalet invånare är 168.
Terrängen runt San Marcos är lite bergig. Runt San Marcos är det ganska glesbefolkat, med 47 invånare per kvadratkilometer. Närmaste större samhälle är San Isidro el Zapotal, 5,8 km norr om San Marcos. I omgivningarna runt San Marcos växer i huvudsak städsegrön lövskog.